# Ardglass
Ardglass (Iers: Ard ghlas) is een plaats in het Noord-Ierse County Down.
Ardglass telt 1659 inwoners.
Van de bevolking is 10,2% protestant en 87,9% katholiek.